# Céline Montaland
Céline Montaland (ur. 10 sierpnia 1843 w Gandawie, zm. 8 stycznia 1891 w Paryżu) – francuska aktorka teatralna, tancerka i piosenkarka.

## Życiorys
Céline Montaland urodziła się 10 sierpnia 1843 w Gandawie. Jej rodzice, Pierre Montaland i Mathilde Chevalier, byli prowincjonalnymi aktorami. Pierwszych lekcji z aktorstwa udzielał jej ojciec, mający za sobą występy w Théâtre du Vaudeville. Debiutowała w Comédie-Française w wieku 6 lat jako Camille w sztuce Gabrielle (1849) autorstwa Émile’a Augiera. Występowała też w wielu rolach dziecięcych, pisanych specjalnie dla niej – zagrała m.in. w Charlotte Corday (1850) François Ponsarda. Jej talent skłonił ojca do organizowania dla córki występów na prowincjach, za granicą, oraz na scenie Théâtre du Palais-Royal, gdzie zagrała m.in. w La Fille bien gardée Eugène’a Labiche’a.
W 1860 wróciła do Paryża po światowym tournée muzycznym ze swoją trupą teatralną, które przyciągnęło szeroką uwagę publiczności. Od 1860 do 1870, będąc jedną z najpiękniejszych kobiet Paryża i obdarzona talentem, grała w dramatach, komediach i operetkach (brała udział w tworzeniu Życia paryskiego Jacques’a Offenbacha z 1866).
W 1870 wyjechała grać do Nowego Jorku, po czym wróciła do francuskiej stolicy. W 1881 sportretowała w Théâtre de l’Odéon matkę w sztuce Jack (1876), której autorem był Alphonse Daudet. Następnie została zatrudniona na trzy lata w Teatrze Michajłowskim w Petersburgu. W 1884 dołączyła do Comédie-Française, gdzie debiutowała w Walce kobiet Eugène’a Scribe’a i Ernesta Legouvégo z 1851. Grała też w La Souris Édouarda Paillerona z 1887, La Princesse Georges Alexandre Dumasa (syna), François le Champi George Sand, Le Klephte Abrahama Dreyfusa czy Jean Baudry Auguste Vacquerie.
W 1888 została członkiem Komedii Francuskiej (sociétaire). Zmarła trzy lata później, w wieku 47 lat, na odrę, którą zaraziła się przy łóżku swojej czteroletniej córki.